# TALEN
TALENs são fusões de proteínas TAL e uma nuclease FokI. Proteínas TAL são compostos por 33-34 repetições de temas de aminoácidos com duas posições variáveis que têm um forte reconhecimento de nucleótidos específicos. TALENs nucleases permitem a alteração específica de praticamente qualquer gene em uma ampla variedade de tipos de células e organismos.